# Белодед, Дарья Геннадьевна
Дарья Геннадьевна Белодед (укр. Дар'я Геннадіївна Білодід; род. 10 октября 2000, Киев) — украинская дзюдоистка. Двукратная чемпионка мира (2018, 2019), трехкратная чемпионнка Европы (2017, 2019, 2024), бронзовая призёрка Олимпийских игр 2020.

## Биография
Родилась 10 октября 2000 года в семье дзюдоиста Геннадия Белодеда и его супруги Светланы Кузнецовой.
Первых значительных успехов добилась в 2015 году, выиграв в своей возрастной категории чемпионат страны, а затем европейское и мировое первенство.
Свою первую «взрослую» золотую медаль выиграла в марте 2017 года на Eurоpean Judo Open в Праге. 20 апреля 2017 года стала чемпионом Европы в Варшаве в весовой категории до 48 килограммов она победила в финале россиянку Ирину Долгову. По пути к финалу одолела Марию Персидскую (Россия), Милицу Николич (Сербия) и Эву Черновицки (Венгрия). На взрослом уровне эти были всего лишь вторые её соревнования.
Выступая на чемпионате мира 2018 года, Белодед стартовала сразу во втором раунде, где с оценкой вазари победила Дистрию Красники (Косово). Далее одержала досрочные победы иппоном над Яо Сюн (Китай) и Галбадрахын Отгонцэцэг из Казахстана, которой проиграла на чемпионате мира 2017 года. В полуфинале добыла победу вазари над олимпийской чемпионкой Рио-2016 Паулой Парето (Аргентина). В финале против действующей чемпионки мира Фуны Танаки (Япония) украинка на третьей минуте схватки выиграла иппоном, став в 17 лет чемпионкой мира. Таким образом украинка стала самой молодой чемпионкой мира за всю историю дзюдо, как среди мужчин, так и среди женщин.
На предолимпийском чемпионате мира 2019 года, который проходил в Токио завоевала золотую медаль, переиграв в финале японскую спортсменку Фуну Танаки.
В 2020 году вошла в рейтинг «30 самых перспективных украинцев до 30 лет» по версии Forbes (в категории «Спорт»).
В апреле 2021 года на чемпионате Европы в Лиссабоне в весовой категории до 48 кг дошла до финала, на который не вышла по причине травмы, и завоевала серебряную медаль.
В первый день соревнований на Олимпийских играх в Токио в весовой категории до 48 кг завоевала бронзовую медаль, в схватке за третье место победив спортсменку из Израиля Ширу Ришони.
В апреле 2024 года на чемпионате Европы в Загребе Белодед выиграла золотую медаль в весовой категории до 57 кг.

## Личная жизнь
Проживает в Киеве. Была около года в отношениях с итальянцем, олимпийским чемпионом 2016 года в Рио по дзюдо Фабио Базиле, в апреле 2019 года пара рассталась. В течение 2020 года несколько месяцев встречалась с футболистом Денисом Поповым.

## Награды
- Орден «Орден княгини Ольги» III степени (15 июля 2019) — за достижение высоких спортивных результатов на II Европейских играх в г. Минске (Республика Беларусь), проявленные самоотверженность и волю к победе[15].
- Орден «Орден княгини Ольги» II степени (16 августа 2021) — за достижение высоких спортивных результатов на ХХХІІ летних Олимпийских играх в городе Токио (Япония), выявлены самоотверженность и воля к победе, утверждение международного авторитета Украины[16].

## Достижения
- Чемпионка мира — 2018, 2019
- Чемпионка Европы — 2017, 2019
- Победитель открытого Континентального Кубка (Прага) — 2017
- Чемпионка мира U18 (среди кадетов) — 2015
- Чемпионка Европы U18 — 2015, 2016
- Серебряный призёр Кубка Европы U21 (Каунас и Пакш) — 2016
- Победитель Кубка Европы U18: Загреб — 2015, Теплице — 2015, Клуж-Напока — 2015, Загреб — 2016, Теплице — 2016
- Чемпионка Украины U21 — 2015, 2016
- Чемпионка Украины U18 — 2015, 2016
- Чемпионка Украины U17 — 2014, 2015
- Чемпионка Украины U16 — 2014